# Cactus (сеть супермаркетов)
Cactus —  сеть супермаркетов в Люксембурге. Группа также управляет специализированными магазинами, торгующими такими товарами, как цветы или компакт-диски. В 2016 году Cactus был третьим по величине работодателем Люксембурга с 4060 сотрудниками, после Post Groupe Luxembourg (4320 сотрудников) и ArcelorMittal (4180 сотрудников). Логотипом компании является зеленый силуэт трехпалого кактуса.

## История
В 1900 году Джозеф Лиш открыл продуктовый магазин. В 1905 году бизнес был расширен с его деловым партнером Мишелем Донвеном. В 1928 году партнерство было распущено, и Лиш создал новый бизнес, Leesch Frères (Братья Лиши) со своими тремя сыновьями - Артуром, Жаком и Алойзом. В 1930 году Лиш открыл кофейню на улице Страсбург в Люксембурге. В 1955 году бизнес перешел к третьему поколению, сыновья Альфреда Лиша - Пол и Альфред, взяли его на себя. В 1962 году они создали первый магазин самообслуживания, известный как Vivo (Vereinigte Internationale Verkaufs Organisation).
Первый супермаркет был открыт 19 октября 1967 года в городе Берелденг. Название Cactus было взято Полом Лишем из названия песни Жака Дютрона 1966 года. Вскоре открылся второй магазин в городе Эш-сюр-Альзетт.
В 1974 году компания открыла свой первый торговый центр, Belle Etoile в Берелденге, на главной дороге (впоследствии дополненной параллельной автомагистралью), соединяющей Люксембург и Бельгию.
Новые магазины открылись в конце 1970-х годов в Ремихе, Мерше и Петанже, а затем и в других местах Люксембурга.
Первый мясной магазин компании открылся под названием Schnékert в 1979 году. Десять лет спустя, в 1989 году, в флагманском торговом центре Belle Etoile был открыт ресторан Inn. В 1990-х годах компания открыла свои DIY магазины в Ховальде, Дикирхе и Эш-сюр-Альзетте под названием "Cactus Hobby".
При открытии нового магазина или супермаркета каждый покупатель в первой половине дня получает в подарок кактус .